# Processo agli Einsatzgruppen
Il processo agli Einsatzgruppen (ufficialmente "The United States of America vs. Otto Ohlendorf, et. al.") è stato il nono dei dodici processi per crimini di guerra tenuti dalle autorità statunitensi a Norimberga dopo il termine del secondo conflitto mondiale.

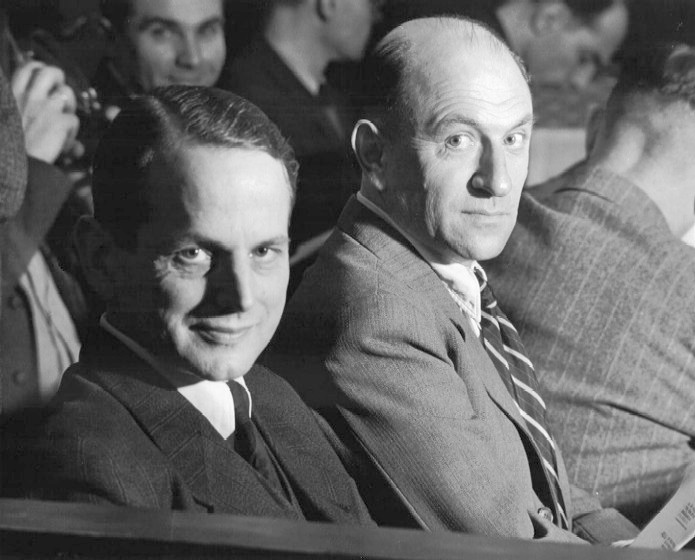
Otto Ohlendorf e Heinz Jost al Tribunale Militare

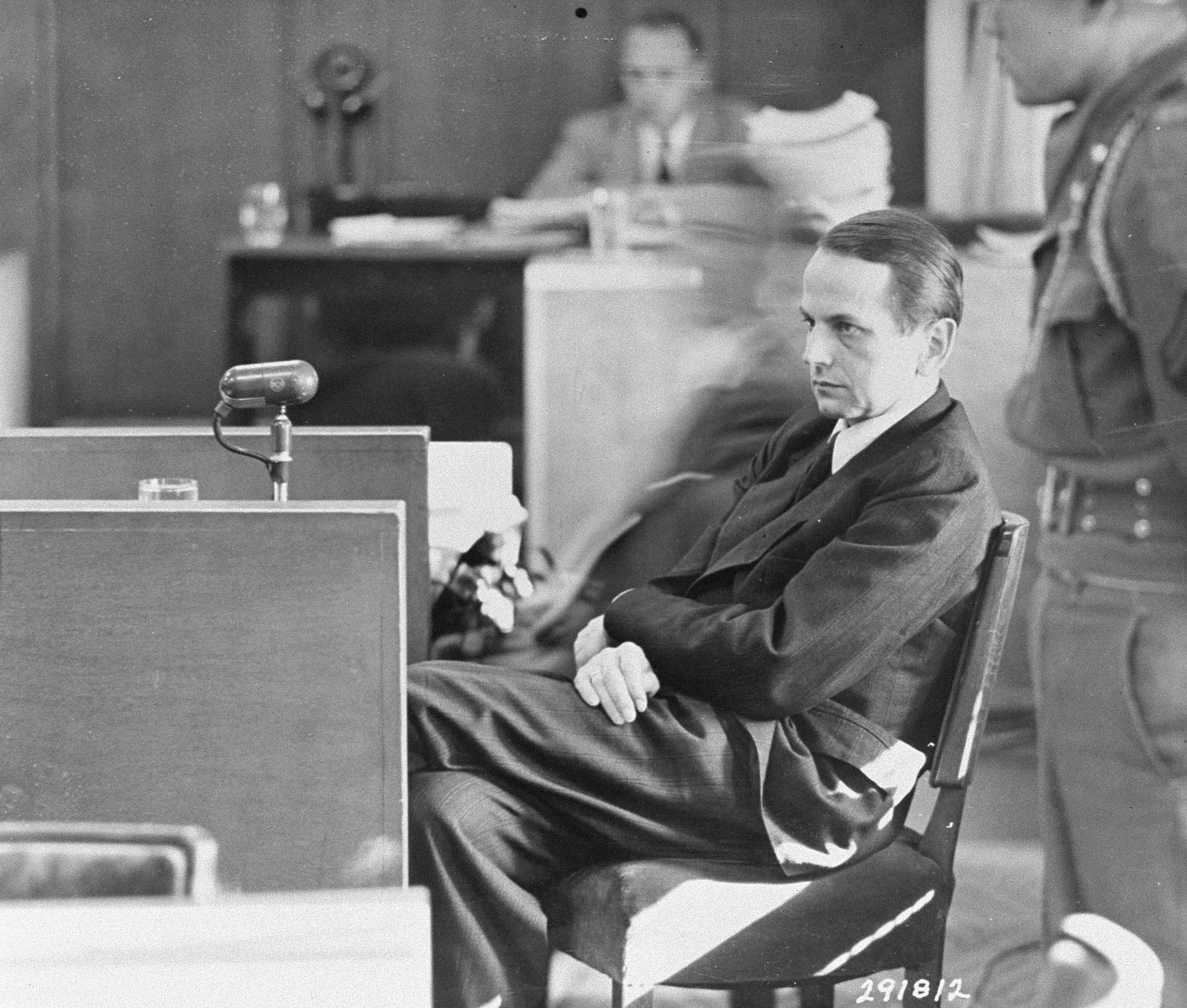
Ohlendorf testimonia per suo conto

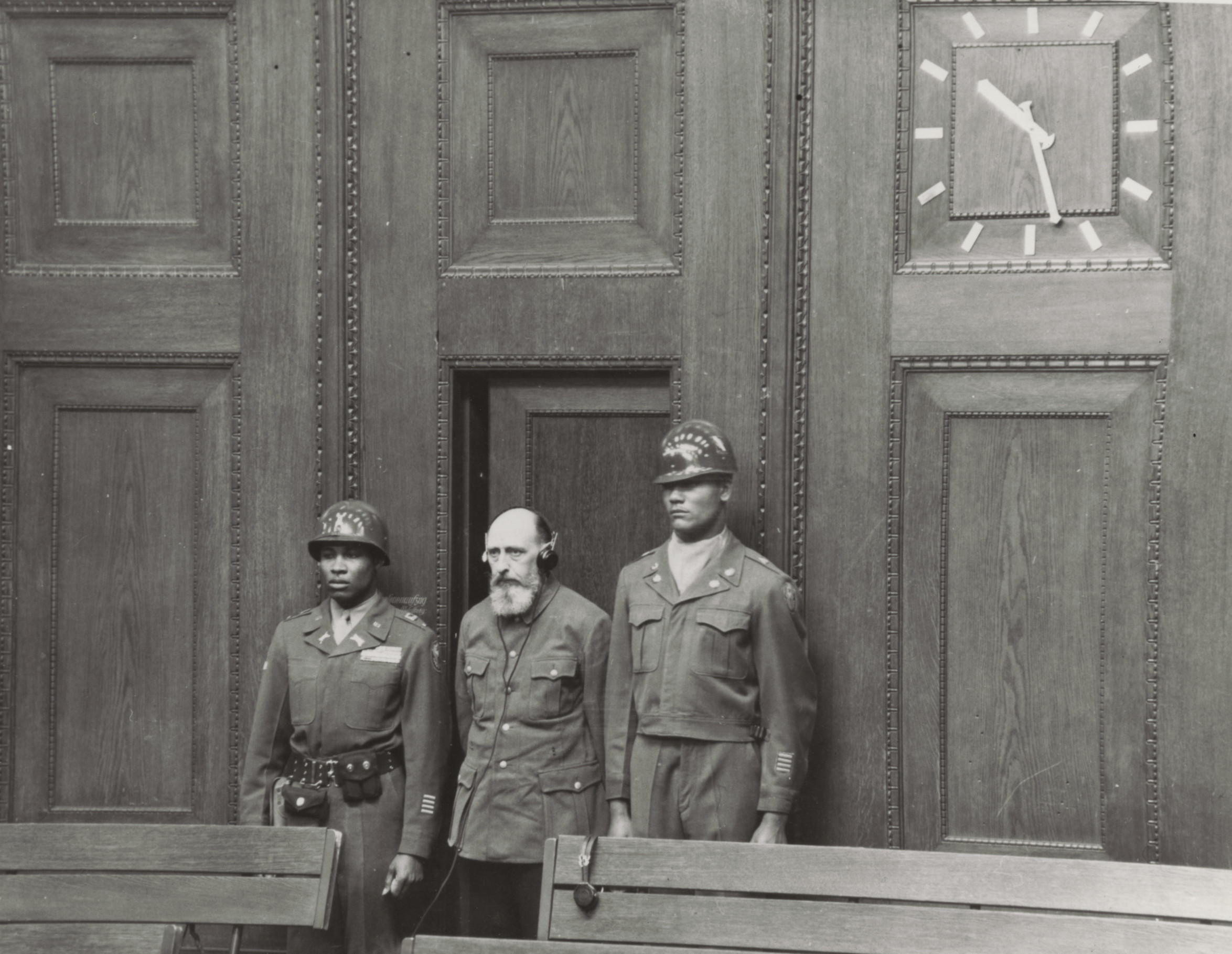
Paul Blobel è condannato a morte

I dodici processi vennero celebrati esclusivamente da corti militari statunitensi e non davanti all'International Military Tribunal (IMT), che aveva promosso il principale processo di Norimberga contro i vertici della Germania nazionalsocialista, anche se ebbero luogo presso lo stesso palazzo di Giustizia di Norimberga. I dodici processi statunitensi sono collettivamente conosciuti come processi secondari di Norimberga o, più propriamente, Trials of War Criminals before the Nuremberg Military Tribunals (NMT, "Processi per crimini di guerra davanti al Tribunale Militare di Norimberga")

## Il caso
Gli Einsatzgruppen erano speciali unità composte da membri delle SS e della polizia che operarono numerosi massacri di ebrei, comunisti e partigiani in Europa orientale (principalmente in Unione Sovietica e Polonia). Tra il 1941 e il 1943 queste «squadre della morte» uccisero - principalmente attraverso fucilazione - oltre un milione di ebrei, decine di migliaia di partigiani (o supposti tali), zingari, disabili e commissari politici.
I 24 accusati del processo erano tutti ufficiali degli Einsatzgruppen pesantemente coinvolti nelle operazioni di massacro. Il tribunale sentenziò nel suo giudizio:
I giudici di questo caso, appartenenti al tribunale militare II-A, furono Michael A. Musmanno (giudice presidente) della Pennsylvania, John J. Speight dell'Alabama e Richard D. Dixon della Carolina del Nord. Il capo del consiglio d'accusa fu Telford Taylor e il pubblico ministero Benjamin B. Ferencz. L'accusa venne depositata inizialmente il 3 luglio e modificata il 29 luglio 1947 per includere gli accusati Steimle, Braune, Hänsch, Strauch, Klingelhöfer e von Radetzky. Il processo ebbe luogo tra il 29 settembre 1947 e il 10 aprile 1948.

## Le accuse
1. Crimini contro l'umanità attraverso la persecuzione su basi politiche, razziali e religiose, assassinio, sterminio, detenzione e altri atti inumani compiuti contro popolazioni civili inclusi cittadini tedeschi e di altre nazioni come parte di un sistematico progetto di genocidio. Suddivisi in più unità, l'Einsatzgruppe A operava nella regione baltica; Einsatzgruppe B nella regione moscovita; Einsatzgruppe C nei dintorni di Kiev in Ucraina; Einsatzgruppe D nell'area sud della Russia[5].
2. Crimini di guerra per le stesse ragioni; maltrattamenti ai prigionieri di guerra e alla popolazione civile dei territori occupati e per la sfrenata distruzione e devastazione non giustificata dalle necessità militari in violazione alle convenzioni internazionali, Artt.43 e 46 delle Convenzioni dell'Aia del 1907 e sui prigionieri di guerra della Convenzione di Ginevra del 1929.
3. Appartenenza a organizzazioni criminali. Le SS, l'SD e la Gestapo - dalle quali provenivano molti dei membri degli Einsatzgruppen - erano state dichiarate «organizzazioni criminali» nel corso del precedente processo di Norimberga.

Tutti gli imputati vennero accusati di tutti i capi d'accusa e tutti si dichiararono «non colpevoli». Il tribunale li giudicò colpevoli di tutte le accuse con l'esclusione di Rühl e Graf trovati colpevoli solamente del terzo capo di accusa.

## Imputazioni e condanne degli imputati
| Nome                  | Funzione | Sentenza                                                                     | Amnistia del 1951                    |
| --------------------- | --- | ---------------------------------------------------------------------------- | ------------------------------------ |
| Otto Ohlendorf        | SS-Gruppenführer; membro dell'SD; comandante dell'Einsatzgruppe D                                                                 | morte per impiccagione                                                       | giustiziato il 7 giugno 1951         |
| Erich Naumann         | SS-Brigadeführer; membro dell'SD; comandante dell'Einsatzgruppe B                                                                 | morte per impiccagione                                                       | giustiziato il 7 giugno 1951         |
| Paul Blobel           | SS-Standartenführer; membro dell'SD; comandante del Sonderkommando 4a (Einsatzgruppe C)                                           | morte per impiccagione                                                       | giustiziato il 7 giugno 1951         |
| Werner Braune         | SS Obersturmbannführer; membro dell'SD e della Gestapo; comandante del Sonderkommando 11b (Einsatzgruppe D)                       | morte per impiccagione                                                       | giustiziato il 7 giugno 1951         |
| Eduard Strauch        | SS Obersturmbannführer; membro dell'SD; comandante del Einsatzkommando 2 (Einsatzgruppe A)                                        | morte per impiccagione; consegnato alle autorità belghe; morì in ospedale    |                                      |
| Ernst Biberstein      | SS Obersturmbannführer; membro dell'SD; comandante del Einsatzkommando 6 (Einsatzgruppe C)                                        | morte per impiccagione                                                       | pena commutata nel carcere a vita    |
| Adolf Ott             | SS Obersturmbannführer; membro dell'SD; comandante del Sonderkommando 7b (Einsatzgruppe B)                                        | morte per impiccagione                                                       | pena commutata nel carcere a vita    |
| Martin Sandberger     | SS Standartenführer; membro dell'SD; comandante del Sonderkommando 1a (Einsatzgruppe A)                                           | morte per impiccagione                                                       | pena commutata nel carcere a vita    |
| Waldemar Klingelhöfer | SS Sturmbannführer; membro dell'SD; ufficiale del Sonderkommando 7b (Einsatzgruppe B)                                             | morte per impiccagione                                                       | pena commutata nel carcere a vita    |
| Walter Blume          | SS Standartenführer; membro dell'SD e della Gestapo; comandante del Sonderkommando 7a (Einsatzgruppe B)                           | morte per impiccagione                                                       | pena commutata in 25 anni di carcere |
| Eugen Steimle         | SS Standartenführer; membro dell'SD; comandante del Sonderkommando 7a (Einsatzgruppe B) e del Sonderkommando 4a (Einsatzgruppe C) | morte per impiccagione                                                       | pena commutata in 20 anni di carcere |
| Willy Seibert         | SS Standartenführer; membro dell'SD; vice responsabile del Einsatzgruppe D                                                        | morte per impiccagione                                                       | pena commutata in 15 anni di carcere |
| Walter Hänsch         | SS Obersturmbannführer; membro dell'SD; comandante del Sonderkommando 4b (Einsatzgruppe C)                                        | morte per impiccagione                                                       | pena commutata in 15 anni            |
| Heinz Schubert        | SS Obersturmführer; membro dell'SD; ufficiale dell'Einsatzgruppe D                                                                | morte per impiccagione                                                       | pena commutata in 10 anni            |
| Heinz Jost            | SS-Brigadeführer; membro dell'SD; comandante dell'Einsatzgruppe A                                                                 | ergastolo                                                                    | pena commutata in 10 anni di carcere |
| Gustav Nosske         | SS Obersturmbannführer; membro della Gestapo; comandante del Einsatzkommando 12 (Einsatzgruppe D)                                 | ergastolo                                                                    | pena commutata in 10 anni            |
| Erwin Schulz          | SS-Brigadeführer; membro della Gestapo; comandante dell'Einsatzkommando 5 (Einsatzgruppe C)                                       | 20 anni di carcere                                                           | pena commutata in 15 anni di carcere |
| Franz Six             | SS-Brigadeführer; membro dell'SD; comandante del Vorkommando Moscow (Einsatzgruppe B)                                             | 20 anni di carcere                                                           | pena commutata in 15 anni di carcere |
| Waldemar von Radetzky | SS Sturmbannführer; membro dell'SD; vice responsabile del Sonderkommando 4a (Einsatzgruppe C)                                     | 20 anni                                                                      | rilasciato                           |
| Lothar Fendler        | SS Sturmbannführer; membro dell'SD; vice responsabile del 'Sonderkommando 4b (Einsatzgruppe C)                                    | 10 anni;                                                                     | pena ridotta a 8 anni                |
| Felix Rühl            | SS Hauptsturmführer; membro della Gestapo; ufficiale del Sonderkommando 10b (Einsatzgruppe D)                                     | 10 anni;                                                                     | rilasciato                           |
| Emil Haussmann        | SS Sturmbannführer; membro dell'SD; ufficiale del Einsatzkommando 12 (Einsatzgruppe D)                                            | suicida dopo la sentenza il 31 luglio 1947                                   |                                      |
| Matthias Graf         | SS Untersturmführer; membro dell'SD; ufficiale dell'Einsatzkommando 6 (Einsatzgruppe D)                                           | Rilasciato per decorrenza dei termini d'accusa                               |                                      |
| Otto Rasch            | SS-Brigadeführer; membro dell'SD e della Gestapo; comandante dell'Einsatzgruppe C                                                 | Dismesso dal processo il 5 febbraio 1948 a causa delle condizioni di salute. |                                      |

Delle 14 sentenze di morte, ne furono eseguite quattro; le altre furono commutate in prigionia nell'amnistia del 1951. Nel 1958 tutti i detenuti furono rilasciati.